# Tetsuya Watari
Tetsuya Watari (渡 哲也, Watari Tetsuya), de son vrai nom Michihiko Watase (渡瀬 道彦, Watase Michihiko), né le 28 décembre 1941 et mort le 10 août 2020, est un acteur et chanteur japonais. Initialement acteur dans les productions des studios Nikkatsu, il devint par la suite acteur puis président — après le décès de Yūjirō Ishihara — de la société Ishihara Promotion (ja).

## Biographie
Tetsuya Watari est né à Awaji, sur l'île d'Awaji dans la préfecture de Hyōgo, il est le frère aîné de l'acteur Tsunehiko Watase. Tetsuya Watari fait ses études à l'université Aoyama Gakuin de Tokyo. Il est encore étudiant quand il est repéré par le Nikkatsu et fait sa première apparition en tant qu'acteur en 1965 dans le film Abare kishidō (あばれ騎士道) d'Isamu Kosugi.

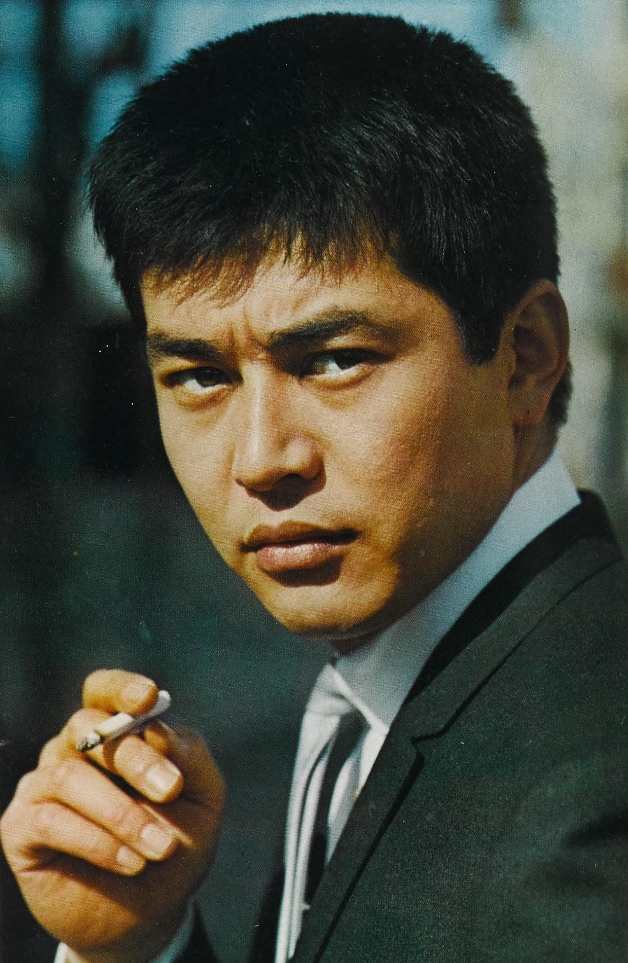
Tetsuya Watari en 1967.

Il tient les premiers rôles dans de nombreux films d'action et de yakuza produits par la Nikkatsu tels que Le Vagabond de Tokyo de Seijun Suzuki ou Le Vaurien de Toshio Masuda. En 1971, il quitte la Nikkatsu lorsque cette dernière, en difficultés financières, se tourne vers la production de « roman porno », pour rejoindre Ishihara Promotion (ja), la société de production fondée par Yūjirō Ishihara, un autre « ancien » de la Nikkatsu.
Dans les années 1970, Tetsuya Watari apparaît dans des séries télévisées policières populaires telles que Dai tokai (1976-1979) et Seibu keisaku (1979-1984). Au cinéma, il tourne sous la direction de Kinji Fukasaku dans Le Cimetière de la morale (1975) et dans Tombe de yakuza et fleur de gardénia (1976) qui lui vaut le prix Blue Ribbon du meilleur acteur. Parallèlement à sa carrière d'acteur, il enregistre aussi de nombreux disques et singles, dont le succès Kuchinashi no hana (1973).
En 1987, à la mort de Yūjirō Ishihara, Tetsuya Watari prend sa succession à la présidence de Ishihara Promotion avant de passer la main en 2011.
Malgré une opération pour un cancer du rectum en 1991 et une chirurgie cardiaque en 2015, Tetsuya Watari reste actif dans l'industrie du spectacle. Il meurt à l'âge de 78 ans le 10 août 2020 dans un hôpital de Tokyo des suites d'une pneumonie. Il a tourné dans près de 90 films entre 1965 et 2005.

## Filmographie

### Cinéma
La filmographie au cinéma de Tetsuya Watari est établie à partir de deux sources, la base de données JMDb d'une part et sa filmographie sur le site d'Ishihara Promotion Inc d'autre part.

#### Années 1960
- 1965 : Abare kishidō (あばれ騎士道?) d'Isamu Kosugi
- 1965 : Seishun no sabaki (青春の裁き?) d'Isamu Kosugi
- 1965 : Shinku na umi ga yonderu ze (真紅な海が呼んでるぜ?) d'Akinori Matsuo
- 1965 : Hoshi to ore tode kimetanda (星と俺とできめたんだ?) de Motomu Ida
- 1965 : Nakaseru ze (泣かせるぜ?) d'Akinori Matsuo
- 1965 : Kenjū mushuku: Datsugoku no Burūsu (拳銃無宿 脱獄のブルース?) de Kenjirō Morinaga
- 1965 : Akai tanima no kettō (赤い谷間の決斗?) de Toshio Masuda
- 1966 : Le Vagabond de Tokyo (東京流れ者, Tōkyō nagaremono?) de Seijun Suzuki : Tetsuya Hondo
- 1966 : Akai gurasu (赤いグラス?) de Kō Nakahira
- 1966 : Aitakute aitakute (逢いたくて逢いたくて?) de Mio Ezaki
- 1966 : Hone made aishite (骨まで愛して?) de Buichi Saitō
- 1966 : Anata no inochi (あなたの命?) de Buichi Saitō
- 1966 : Cœur de Hiroshima (愛と死の記録, Ai to shi no kiroku?) de Koreyoshi Kurahara
- 1966 : Hakuchō (白鳥?) de Katsumi Nishikawa
- 1966 : Zoku Tōkyō nagaremono: Umi wa makka na koi no iro (続・東京流れ者 海は真っ赤な恋の色?) de Kenjirō Morinaga
- 1966 : Arashi o yobu otoko (嵐を呼ぶ男?) de Toshio Masuda
- 1967 : Seishun no umi (青春の海?) de Shōgorō Nishimura
- 1967 : Yume wa yoru hiraku (夢は夜ひらく?) de Haruyasu Noguchi
- 1967 : Hoshiyo nagekuna: Shōri no otoko (星よ嘆くな 勝利の男?) de Toshio Masuda
- 1967 : Hi no ataru sakamichi (陽のあたる坂道?) de Katsumi Nishikawa
- 1967 : Moeru kumo (燃える雲?) de Takashi Nomura (en)
- 1967 : Hangyaku (反逆?) d'Akinori Matsuo
- 1967 : Sabita pendanto (錆びたペンダント?) de Mio Ezaki
- 1967 : Kurenai no nagareboshi (紅の流れ星?) de Toshio Masuda
- 1967 : Kimi wa koibito (君は恋人?) de Buichi Saitō
- 1967 : Tōkyō shigaisen (東京市街戦?) de Shōgorō Nishimura
- 1968 : Le Vaurien (無頼より 大幹部, Burai yori daikanbu?) de Toshio Masuda : Gorō Fujikawa
- 1968 : Otoko no okite (男の掟?) de Mio Ezaki
- 1968 : Daikanbu: Burai (大幹部 無頼?) de Keiichi Ozawa : Gorō Fujikawa
- 1968 : Waga inochi no uta : Enka (わが命の唄 艶歌?) de Toshio Masuda[9]
- 1968 : Burai hijō (無頼非情?) de Mio Ezaki : Gorō Fujikawa
- 1968 : Dare no isu? (だれの椅子？?) de Kenjirō Morinaga
- 1968 : Ā himeyuri no tō (あゝひめゆりの塔?) de Toshio Masuda
- 1968 : Higashi Shinakai (東シナ海?) de Tadahiko Isomi
- 1968 : Burai: Hitokiri Gorō (無頼 人斬り五郎?) de Keiichi Ozawa : Gorō Fujikawa
- 1968 : Moeru tairiku (燃える大陸?) de Shōgorō Nishimura
- 1968 : Burai: Kuro dosu (無頼 黒匕首?) de Keiichi Ozawa : Gorō Fujikawa
- 1969 : Hana hiraku musume tachi (花ひらく娘たち?) de Buichi Saitō
- 1969 : Jigoku no hamonjō (地獄の破門状?) de Toshio Masuda
- 1969 : Les Loups sauvages (野獣を消せ, Yajū o kese?) de Yasuharu Hasebe
- 1969 : Tue, vaurien, tue ! (無頼 殺せ, Burai: Barase?) de Keiichi Ozawa : Gorō Fujikawa
- 1969 : Yakuza wataridori: Akutō kagyō (やくざ渡り鳥 悪党稼業?) de Mio Ezaki
- 1969 : Zenka: Kari shakuhō (前科 仮釈放?) de Keiichi Ozawa
- 1969 : Bakuto mujō (博徒無情?) de Buichi Saitō
- 1969 : Zenka: Dosu arashi (前科 ドス嵐?) de Keiichi Ozawa
- 1969 : Daikanbu: Nagurikomi (大幹部 殴り込み?) de Toshio Masuda
- 1969 : Arai umi (荒い海?) de Tokujirō Yamazaki
- 1969 : Shōwa yakuza keizu: Nagasaki no kao (昭和やくざ系図 長崎の顔?) de Takashi Nomura (en)
- 1969 : Yakuza bangaichi: Massatsu (やくざ番外地 抹殺?) de Nozomu Yanase (ja)
- 1969 : Arashi no yūshatachi (嵐の勇者たち?) de Toshio Masuda

#### Années 1970
- 1970 : Yakuza no yokogao (やくざの横顔?) de Keiichi Ozawa
- 1970 : Fuji sanchō (富士山頂?) de Tetsutarō Murano
- 1970 : Kirikomi (斬り込み?) de Yukihiro Sawada (ja)
- 1970 : Daikanbu: Keri o tsukero (大幹部 ケリをつけろ?) de Keiichi Ozawa
- 1970 : Shinjuku Outlaw: Buttobase (新宿アウトロー ぶっ飛ばせ?) de Toshiya Fujita
- 1971 : Kantō nagaremono (関東流れ者?) de Keiichi Ozawa
- 1971 : Yomigaeru daichi (甦える大地?) de Noboru Nakamura
- 1971 : Kantō kanbukai (関東幹部会?) de Yukihiro Sawada (ja)
- 1971 : Akatsuki no chōsen (暁の挑戦?) de Toshio Masuda
- 1971 : Kantō hamonjō (関東破門状?) de Keiichi Ozawa
- 1971 : Saraba okite (さらば掟?) de Toshio Masuda
- 1972 : Oitsumeru (追いつめる?) de Toshio Masuda
- 1972 : Ken to hana (剣と花?) de Toshio Masuda
- 1972 : Jinsei gekijō: Seishun hen aiyoku hen zankyō hen (人生劇場 青春篇 愛欲篇 残侠篇?) de Tai Katō
- 1973 : Hangyaku no hōshū (反逆の報酬?) de Yukihiro Sawada (ja)
- 1973 : Hana to ryū: Seiun hen aizō hen dotō hen (花と龍 青雲篇 愛憎篇 怒濤篇?) de Tai Katō
- 1973 : Gokiburi deka (コキブリ刑事?) de Tsugunobu Kotani (ja)
- 1973 : Ningen kakumei (人間革命?) de Toshio Masuda
- 1973 : Nora inu (野良犬?) d'Azuma Morisaki (en)
- 1973 : Nihon kyōkakuden (日本侠花伝 第一部野あざみ 第二部青い牡丹?) de Tai Katō
- 1973 : Za gokiburi (ザ・ゴキブリ?) de Tsugunobu Kotani (ja)
- 1975 : Le Cimetière de la morale (仁義の墓場, Jingi no hakaba?) de Kinji Fukasaku
- 1976 : Zoku ningen kakumei (続人間革命?) de Toshio Masuda
- 1976 : Tombe de yakuza et fleur de gardénia (やくざの墓場 くちなしの花, Yakuza no hakaba: Kuchinashi no hana?) de Kinji Fukasaku : Ryu Kuroiwa

#### À partir des années 1980
- 1986 : Tokei - Adieu l'hiver (時計 Adieu l'Hiver?) de Sō Kuramoto
- 1993 : Kin chan no Cinema Jack 1 (第１回欽ちゃんのシネマジャック?), épisode Minato (港?) de Kin'ichi Hagimoto (ja)
- 1994 : Kin chan no Cinema Jack 2 (第２回欽ちゃんのシネマジャック?), épisode Hotaru no hikari (蛍の光?) de Kin'ichi Hagimoto (ja)
- 1996 : Waga kokoro no ginga tetsudō: Miyazawa Kenji monogatari (わが心の銀河鉄道 宮沢賢治物語?) de Kazuki Ōmori : Seiji Miyazawa
- 1997 : Yūkai (誘拐?) de Takao Okawara : Hiroshi Tsuba
- 1998 : Shigure no ki (時雨の記?) de Shin'ichirō Sawai
- 2000 : Nagasaki burabura fushi (長崎ぶらぶら節?) de Yukio Fukamachi (ja)
- 2000 : Aniki, mon frère (ブラザー, Brother?) de Takeshi Kitano : le chef du Jinseikai
- 2002 : Shura no mure (修羅の群れ 第３部 完結編 大抗争列島！！?) de Yukio Fukamachi (ja)
- 2004 : Lady Joker (レディ・ジョーカー, Redi jōkā?) de Hideyuki Hirayama
- 2005 : Les Hommes du Yamato (男達の大和, Otoko-tachi no Yamato?) de Jun'ya Satō

### Télévision
(sélection)
- 1976-1979 : Dai tokai (大都会?) (série TV - 3 saisons)
- 1979-1984 : Seibu keisaku (西部警察?) (série TV)
- 1986 : Taiyō ni hoero! (太陽にほえろ!?) : Tachibana Keibu (série TV)
- 2013 : 35 sai no kōkō sei (35歳の高校生?) : Asada Yukinobu                   (mini-série TV)

### Doublage
- 1992 : Sangokushi daiichibu: Eiyū-tachi no yoake (三国志 第一部 英雄たちの夜明け?) : Cao Cao
- 1993 : Sangokushi: Chōkō moyu! (三国志 長江燃ゆ！?) : Cao Cao

## Jeux vidéo
- 2005 : Yakuza (龍が如く, Ryū ga gotoku?) : Shintarō Kazama

## Distinctions
Sauf indication contraire, les informations mentionnées dans cette section peuvent être confirmées par la base de données cinématographiques IMDb,  présente dans la section « Liens externes ».

### Décorations
- 2005 : récipiendaire de la médaille au ruban pourpre[10]
- 2013 : récipiendaire de l'ordre du Soleil levant de quatrième classe[10]

### Récompenses
- 1967 : prix Blue Ribbon du meilleur nouvel acteur pour Cœur de Hiroshima
- 1977 : prix Blue Ribbon du meilleur acteur pour Tombe de yakuza et fleur de gardénia[3]
- 1977 : prix Mainichi du meilleur acteur pour Tombe de yakuza et fleur de gardénia[11]
- 1996 : prix Hōchi du cinéma du meilleur acteur dans un second rôle pour Waga kokoro no ginga tetsudō: Miyazawa Kenji monogatari[12]
- 1996 : Nikkan Sports Film Award du meilleur acteur dans un second rôle pour Waga kokoro no ginga tetsudō: Miyazawa Kenji monogatari
- 1997 : prix Blue Ribbon du meilleur acteur dans un second rôle pour Waga kokoro no ginga tetsudō: Miyazawa Kenji monogatari[13]
- 1997 : prix Kinema Junpō du meilleur acteur dans un second rôle pour Waga kokoro no ginga tetsudō: Miyazawa Kenji monogatari
- 1997 : Nikkan Sports Film Award du meilleur acteur pour Yūkai
- 1997 : prix spécial pour l'ensemble de sa carrière au festival du film de Yokohama

### Sélections
- 1997 : prix du meilleur acteur dans un second rôle pour Waga kokoro no ginga tetsudō: Miyazawa Kenji monogatari aux Japan Academy Prize[14]
- 1998 : prix du meilleur acteur pour Yūkai aux Japan Academy Prize[15]